# Ophrys fuciflora
Ophrys fuciflora là một loài thực vật có hoa trong họ Lan. Loài này được (F.W.Schmidt) Moench mô tả khoa học đầu tiên năm 1802.

## Hình ảnh

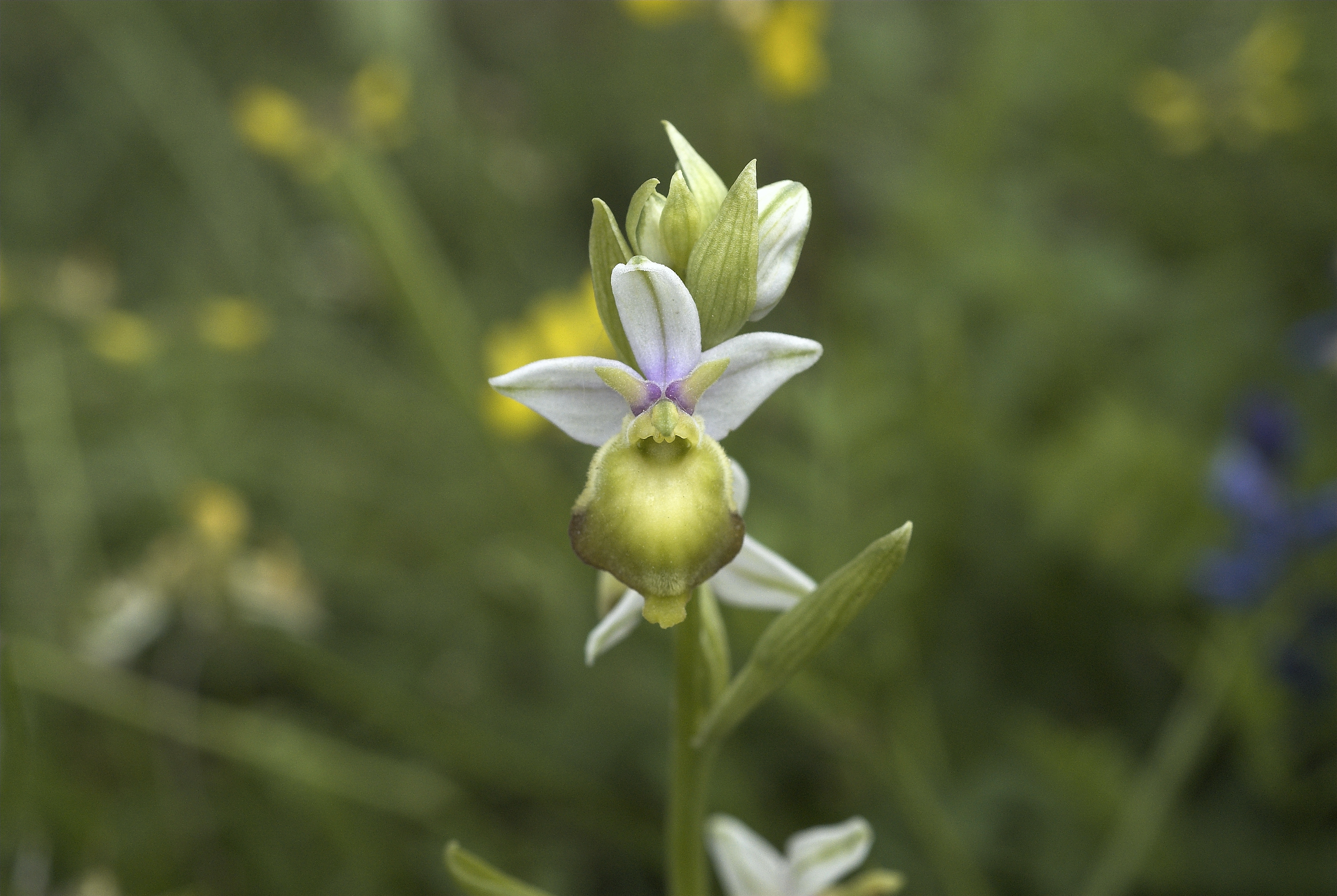
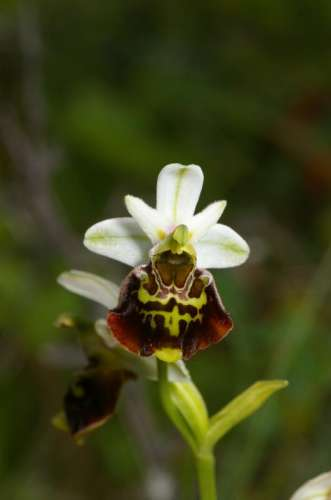
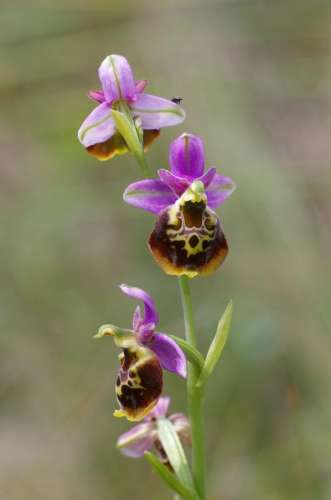
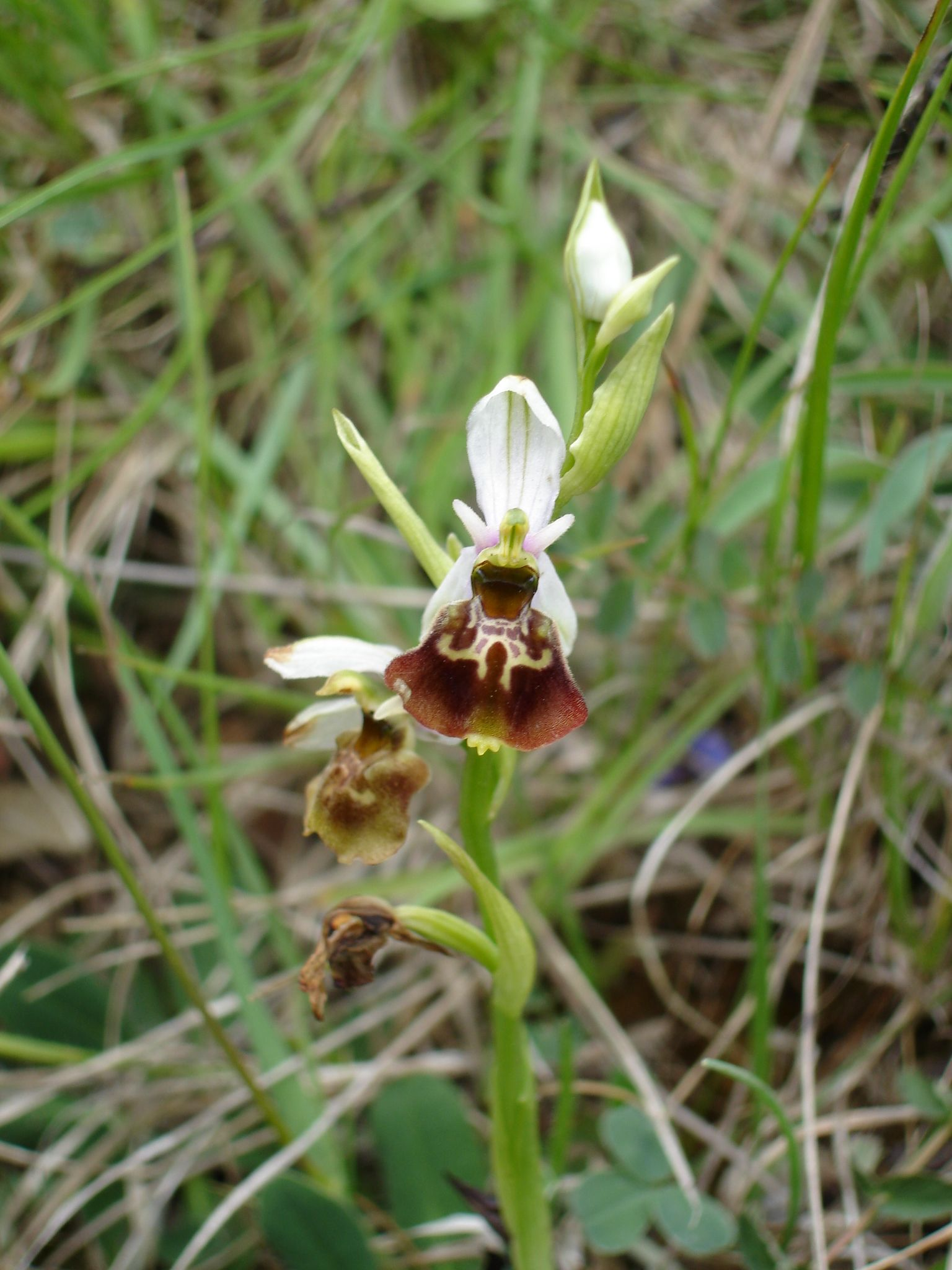